# Wizardry III: Legacy of Llylgamyn
Wizardry III: Legacy of Llylgamyn est un jeu vidéo de type dungeon crawler développé et publié par Sir-Tech à partir de 1983 sur Apple II, Commodore 64, DOS, NES, PC booter, PC-98 et Game Boy Color. Le jeu est le troisième opus de la série Wizardry. Techniquement, le jeu est quasiment identique à ses deux prédécesseurs. Le joueur y incarne des descendants des personnages des deux premiers épisodes et doit explorer les six niveaux d’un donjon afin de retrouver le dragon L'Kbreth dont l’orbe magique peut protéger la cité de Llylgamyn contre la récente recrudescence de tremblements de terre et d’éruptions volcaniques. Comme dans Wizardry II: The Knight of Diamonds, le joueur peut importer ses personnages des précédents épisodes mais leur expérience est remise à zéro puisqu’ils incarnent une nouvelle génération d’aventuriers. Un rite de passage leur permet cependant de recevoir des bonus. Ils peuvent également changer d’alignement, celui-ci déterminant quelles zones ils peuvent explorer. Une des originalités du jeu réside dans le fait que le joueur commence dans les profondeurs du donjon et qu’il doit donc remonter jusqu’à la surface. Le jeu inclut plusieurs références aux précédents épisodes, comme le temple de Cant et la boutique de Boltac.
À sa sortie en 1983, le jeu est salué par le magazine Softline qui juge qu’il est le meilleur épisode de la série jusque-là. En 1984, les lecteurs du même magazine le placent en deuxième position d’un classement des meilleurs jeux Apple II de l’année après Lode Runner. La journaliste Scorpia du magazine Computer Gaming World lui reproche en revanche d’être trop similaire aux deux premiers opus de la série.
En 1982, la société Datamost a notamment publié un programme, baptisé Wizplus, qui permet d’éditer librement les caractéristiques des personnages et donc de les rendre invulnérables.